# Cicero (Illinois)
Cicero è una città degli Stati Uniti d'America, nella contea di Cook, nello Stato dell'Illinois. Fa parte dell'agglomerato urbano di Chicago, periferia ovest.
Deve il suo nome all'omonima città dello Stato di New York, che a sua volta fu nominata così in onore di Marco Tullio Cicerone.
Un tempo era sei volte più grande, ma poi centri come Oak Park e Berwyn se ne sono distaccati, mentre altre porzioni più orientali della città, come Austin, sono state assorbite da Chicago.
Una volta caratterizzata dalla presenza di immigrati boemi, che negli anni '20 del XX secolo costituivano il 70% della popolazione locale, oggi vede la presenza massiccia di immigrati ispanici (77%).